# 三角金毛裸蕨
三角金毛裸蕨（学名：Gymnopteris sargentii），为裸子蕨科金毛裸蕨属下的一个植物种。